# Time-driven activity-based costing

Le time-driven activity-based costing, ou méthode TDABC, est en comptabilité la méthode de l'activity-based costing (ABC) conduite sur une base temporelle. Elle constitue une amélioration significative et palliative aux écueils de la méthode classique ABC.

## Écueils de la méthode ABC
Dans les entreprises, la mise en œuvre de modèle ABC a parfois été considérée comme fastidieuse et la maintenance du modèle relativement lourde. Une analyse approfondie des écueils a mis en évidence trois difficultés principales :
- Maintenabilité
- Complexité
- Capacité

## Objectifs de la méthode TDABC
Afin de surmonter chacune de ces difficultés, Robert S. Kaplan (également à l’origine de la méthode ABC) et Steven R. Anderson ont développé au cours des années 90 une nouvelle approche.
Les principaux atouts de cette approche sont :
- Corriger les principales difficultés rencontrées dans le cadre de l’ABC
- Apporter un niveau de finesse plus important en pilotant au niveau des transactions (une commande par exemple) et non plus au niveau d’un produit ou d’un client
- Apporter une vision stratégique supplémentaire en analysant la sur ou sous capacité des départements de l’entreprise.

## La mise en œuvre de la méthode TDABC
Le TDABC suppose la mesure de deux paramètres :
1. Le coût d’une unité de capacité de chaque département de l’entreprise : coût total des ressources du département et capacité pratique disponible du département (mesurée le plus souvent en temps disponible au sein du département).
2. La capacité requise pour effectuer une activité ou réaliser une transaction (mesurée le plus souvent en temps nécessaire à la réalisation de la transaction).

Le TDABC va ensuite modéliser chaque département comme un processus au moyen d’une équation de temps intégrant les différentes activités réalisées par le département.
Ces équations permettront de calculer le coût des différents objets de coût au niveau de la transaction (la commande par exemple), en prenant en compte l’ensemble des paramètres pouvant modifier cette transaction. L’entreprise sera ainsi capable de chiffrer individuellement le coût de chaque transaction en fonction des demandes spécifiques des objets de coûts.
Il existe trois modélisations : celle de Kaplan et Anderson, de Gervais et finalement de Bruggeman. L'interprétation de Gervais est équivalente à celle de Kaplan et Anderson. Cependant, Bruggeman diffère. En effet, il apporte une vision plus proche de la réalité économique, mais déterminant une différente orientation de la stratégie de gestion : Ainsi, dans ce modèle, les coûts liés à la capacité non utilisée sont considérés comme nuls et sont répartis sur les coûts liés à la capacité effectivement utilisée.
Nous pouvons nous questionner quant à la raison et l'utilité de cette méthode. Considérons la force de travail comme une matière consommable, dont l'unité est le temps. Le temps n'est utile économiquement que s'il est utilisé à des fins productives. Ainsi, en admettant (en occident du moins) un ensemble de charges temporelles fixes (salaires…) et variables (rémunération heures supplémentaires, bonus, avantages en nature…, indexés sur une performance), chaque activité réalisée est donc fonction du travail de chaque individu (en admettant des activités répétitives ou aisément analysables). Si la part fixe annuelle est considérablement plus importante que la part variable, alors, il devient pertinent (dans le cadre de la méthode TDABC selon Bruggeman) de réintégrer la capacité non utilisée au calcul du coût unitaire.
Le coût ainsi déterminé est alors réel et doit figurer dans le calcul du Coût Unitaire, sinon ce dernier paraît moindre et peut induire des chefs d'entreprise à surestimer leur performance, tout en ayant une marge unitaire inférieure à son optimum. Or, si le temps n'est pas utilisé à une activité productive, c'est qu'il a une utilité économique hors-système étudié et non mesurable (ou non pris en compte par la société). Il doit donc être chiffré et réintégré tel quel dans les coûts utiles de gestion (selon le modèle Bruggeman)